# Ітікава Дайсуке
Ітікава Дайсуке (яп. 市川 大祐, нар. 14 травня 1980, Сідзуока) — японський футболіст.

## Виступи за збірну
1998 року дебютував в офіційних матчах у складі національної збірної Японії. Відтоді провів у формі головної команди країни 10 матчі.

## Статистика виступів
| Збірна Японії | Збірна Японії | Збірна Японії |
| Роки          | Ігри          | голи          |
| ------------- | ------------- | ------------- |
| 1998          | 1             | 0             |
| 1999          | 0             | 0             |
| 2000          | 0             | 0             |
| 2001          | 0             | 0             |
| 2002          | 9             | 0             |
| Усього        | 10            | 0             |

## Титули і досягнення
- Володар Кубка Імператора Японії (1):

«Сімідзу С-Палс»: 2001
- Володар Суперкубка Японії (2):

«Сімідзу С-Палс»: 2001, 2002